# 양원경
양원경(楊元景, 1968년 2월 13일 ~ )은 대한민국의 코미디언이다.

## 생애
서울예술대학 방송연예과(1986학번)를 졸업하였는데 한때 중앙대학교 연극영화과를 원했으나 탈락 후 후기대학인 서울예대로 간신히 진학했다.
대학 동기였던 김용만과 함께 1991년 KBS 제1회 대학개그제 겸 7기 공채 개그맨으로 데뷔하였으며 이에 앞서 영화 《장군의 아들》오디션에 응시했다가 탈락했고 군 제대(의무경찰) 후 1990년 KBS 6기 공채 개그맨 시험에 응시했으며 이 과정에서 군인(해군 홍보단) 신분으로 시험에 응시한 대학 동기 김용만과 재회했고 동반 탈락했다.
그 후, 김용만 등과 함께 KBS 제 1회 대학개그제 겸 공채 개그맨 7기로 데뷔했고 김용만은 문선대에서 휴가를 나온 뒤 KBS 공채 6기 등 두 차례 개그맨 시험에 응시했으나 탈락했으며 서울예전 방송연예과 86학번으로 들어갔고 영화배우가 되기 위해 대학 시절 영화사 오디션을 많이 봤으나 탈락했다.
데뷔 초기에만 해도 한바탕 웃음으로의 장수 코너 봉숭아 학당에 단역으로 출연해 인기를 끄는 등 평판도 아주 좋았지만, 이후로는 아래 문단에 후술될 여러 논란들로 인해 점차 이미지가 곤두박질치기 시작했고, 지상파에선 공식적은 아니지만 사실상 출연정지 처분을 받는 지경에 이르렀다.
이후 지역민방이나 케이블 및 종편 방송만 간간이 나왔지만, 여기에서까지도 사기와 불륜을 비롯한 각종 불미스런 사건들과 문제적 언행들을 자주 드러내는 통에 이마저도 완전히 끊어지고 말았다. 결국 모든 방송국들에서 그를 섭외하는 일을 피하는 탓에 공식적으로 출연정지는 안 당했지만, 사실상 연예계에서 퇴출당했다고 봐도 무방하다.
2018년부터 2019년까지 인터넷 방송인이 되어 기아타이거즈의 경기만 전문적으로 중계하는 유튜브 방송 <양원경의 말로홈런>을 진행했으나, 여기서도 형편없는 중계 솜씨를 보인 끝에 시청자들의 거센 항의를 받았고, 결국 이것을 끝으로 그를 더 이상은 방송에서 전혀 볼 수 없게 되었다.

## 결혼 및 이혼
코미디언 선배 서세원의 소개로 1995년 KBS 슈퍼탤런트 선발대회를 통해 데뷔한 박현정과 1998년 8월 말에 결혼식을 올렸으나, 2011년 3월 22일 결혼 13년 만에 합의 이혼했다.

## 논란 및 사건 사고
- 유재석의 대학 5년 선배이나, 코미디언 공채로서는 동기인데, 코미디언으로 데뷔한 뒤에도 유재석에게 학번을 내세우고 구타 및 가혹행위를 일삼아 문제가 되었다.[10] 이후 2009년 7월 17일, 《코미디쇼 희희낙락》에서 이 사건을 나중에 남희석이 폭로하면서 세간의 눈총을 받았다.[11]
- KBS 슈퍼 탤런트 출신 박현정과 결혼 전부터 양원경은 그녀와 결혼하겠단 일념으로 아는 기자를 매수해 스캔들 기사를 내게 했고, 결국 이 일로 인해서 박현정은 연기 활동에도 지장이 생기고 만다.[12] 이렇게까지 해가면서 결혼을 해놓고도 정작 결혼을 하고 나서는 다른 여자와 불륜을 저질렀고 아내에게 걸렸음에도 반성하긴커녕 변명만 하는 막장 행태를 보였다.[13]
- 2008년 5월 말, 왕영은이 진행하는 KBS 라디오 프로그램에 출연했을 때, 개를 효율적으로 죽여 없애는 방법을 구체적으로 설명해서 방송사고를 냈으며, 이로 인해 해당 프로그램의 제작진이 징계를 당하는 수모를 겪었고, 급기야 라디오 프로그램까지 폐지되기까지 했다.[14]
- 채널A의 웰컴 투 돈월드라는 프로그램에 나와서 미용실을 차린 적이 있다고 말했는데, 자세한 설명에 따르면 H.O.T.와 깊은 친분을 과시한다고 거짓말로 홍보했으며, 미용의자에 자기 머리카락을 올려놓고 이를 문희준의 머리카락이라고 속이며 미용실 의자 중 맨 왼쪽의 의자를 강타가 앉아서 이발했던 자리라고 속이는 등의 억지스러운 사기행각으로 미용실 사업을 성공시키는 악랄한 행위를 저질렀다.[15] 또한 이 일화를 들은 당시 프로그램의 객원출연자였던 한 변호사가 "이는 완벽히 사기죄에 부합한다."라고 정확하게 지적하니까 양원경은 자각은 커녕 그 변호사를 당장이라도 주먹으로 구타할 것처럼 노려보는 모습이 언론을 통해 포착되어 많은 사람들의 원성을 산 바 있다.
- 이혼 이후 이러한 양원경의 불량한 인성들이 한꺼번에 알려지며 양원경은 더 이상 지상파는 물론 케이블, 종편 채널들을 비롯한 브라운관 출연 자체가 거의 불가능하게 되었다. 이후 광주방송 <TV블로그 꼼지락>에 출연하였으나, 이 프로그램에서도 무전취식을 하는 등의 문제성 행동들을 자주 보였고, 얼마 지나서 강제 하차하였다.
- 2013년에는 최해식 전 선수와, 2018년에는 김종모 전 선수와 함께 광주방송의 라디오 채널 My FM에서 중계된 KIA 타이거즈 홈경기를 통해 <양원경의 말로홈런>을 진행하면서 KIA 타이거즈만을 응원하는 식의 편파방송으로 물의를 일으키기도 했다. 이런 편파중계는 차범근, 차두리 부자가 2010년 FIFA 월드컵을 중계할 때 독일 축구 국가대표팀만을 응원하는 편파중계 이후 처음이다. 하지만  유재석 왜 때렸어요?라는 댓글이 계속 달리자 댓글창을 막았으며, 결국 2020년 1월에 방송을 중단했다. 그로 인해 결국 2022년 이후 현재 베트남 나트랑에서 밤무대와 노니 판매사업을 하며 사실상 은퇴했다.

## 학력
- 백운초등학교 졸업
- 진흥중학교 졸업
- 금호고등학교 졸업 (1986년)
- 서울예술대학 방송연예과(현 방송영상과) 졸업(1986학번, 전문학사)

## 방송
- KBS2 《유머 1번지》
- KBS2 《한바탕 웃음으로》
- KBS1 《가족오락관》
- KBS2 《쇼! 행운열차》
- KBS2 《출발 드림팀 시즌2》
- KBS2 《스타 골든벨》
- KBS2 《선녀가 필요해》
- SBS 《스타 부부쇼 자기야》
- SBS 《스타 주니어쇼 붕어빵》
- MBC 《1만리 바닷가 자전거 어촌어행》
- KBS2 《미녀들의 수다》
- KBS2 《해피투게더 시즌3》
- KBS1 《체험 삶의 현장》
- KBS1 《아침마당》
- KBS2 《여유만만》
- KBS2 《코미디쇼 희희낙락》
- KBS2 《신동엽, 신봉선의 샴페인》
- KBS2 《비타민》
- MBC 《환상의 짝꿍》 (77회) 가족특집 제5탄 출연
- MBC 《세상을 바꾸는 퀴즈》
- SBS 《도전 1000곡》
- MBN 《노다지쇼 팡팡팡》
- KCTV 《떴다 양원경》
- KCTV 《양원경 김종모의 말로홈런》

## 방송 외의 활동

### 드라마
- SBS 《순자》 ... 박대호 역
- KBS2 《위험한 사랑》 ...  최 팀장 역
- KBS 드라마 《자체발광 그녀》 ... 강민 담당 기자 역

### 영화
- 《티라노의 발톱》

## 수상 경력
- 1991년 - 제1회 KBS 대학개그제 대상
- 1993년 - KBS 코미디대상 신인상
- 2005년 - 제60주년 경찰의 날 강서경찰서 감사패

## 경력
- 2003년 - YK패밀리 대표
- 2008년 - 인덕대학 인터넷, TV방송학과 겸임교수
- 2008년 - 스타로그인 이벤트본부 본부장

## 기타 사항
- MBC 명랑히어로 '두 번 살다' 변진섭 편에 게스트로[16]  나오기도 했는데 이 코너에서는 양원경과 KBS 대학개그제 동기이자 학교(서울예술대학) 후배인 남희석이 나올 예정이었지만 둘째 딸 출산 때문에 고사했고 남희석은 같은 프로그램 '명랑한 회고전' 최양락 편에 게스트로 간신히 출연할 수 있었다[17].
- 동생 양인경은 천주교 광주대교구 소속 천주교 사제였다. 하지만 형의 행실에 대한 부담감 때문인지 아니면 다른 모종의 사유 때문인지 2022년 7월 14일에 사제 서품을 내려놓고 일반인으로 되돌아갔다.
- 2021년 11월 13일, MBN 속풀이쇼 동치미에 출연했는데 이혼 이후 첫 3개월은 천당이나 다름없었으나, 이후 삶이 불규칙해지고 수입도 안정적이지 못해 결국 당뇨까지 걸렸다. 양원경이 속풀이쇼 동치미에 출연하자 시청자들이 불같이 분노해서 MBN에 항의전화가 빗발쳤다.